# Saginaw Art Museum
Das Saginaw Art Museum ist ein 1948 eröffnetes Kunstmuseum in der Industriestadt Saginaw, gelegen im Norden des amerikanischen Bundesstaates Michigan. Das Museum befindet sich in der ehemaligen Villa der Familie C.L. Ring, wohlhabenden Sägemühlenbesitzern, welche das Anwesen 1947 stifteten. Die Villa wurde 1903 vom amerikanischen Architekten Charles A. Platt (1861–1933) erbaut. Platt ist neben seiner künstlerischen Arbeit als Zeichner und Graveur besonders für seine Landschafts- und Gartenarchitektur bekannt. Der von ihm entworfene Garten des Anwesens ist Teil des Museums.
Die Sammlung ist zum größten Teil durch Schenkungen in den Besitz des Hauses gekommen; ein nennenswertes Budget für selbst kuratierte Ankäufe bestand über einen längeren Zeitraum nicht. Dementsprechend ist die Qualität der Kunstwerke in der Sammlung variabel. Dennoch befinden sich in der Sammlung ein Gemälde von Corot sowie Drucke und Zeichnungen von Kandinsky, Manet und Picasso. Besondere Schwerpunkte der Sammlung bilden Arbeiten auf Papier von Charles A. Platt, Skulpturen von John Rogers und Arbeiten von  E. Irving Couse (1866–1936). Neben der Ausstellung der permanenten Sammlung finden im Haus mehrere Wechselausstellungen pro Jahr statt.